# Центурація
Центурація, центуріатіо (лат. centuriatio), також відома як римська сітка — це метод вимірювання та поділу ділянок землі в Стародавньому Римі.

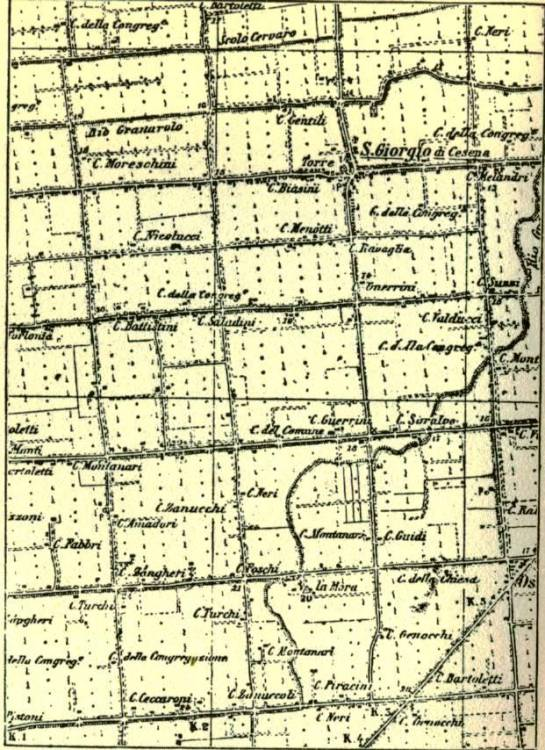
Центуріація в Чезені

Термін центурація вказує на систему поділу території, типову для процесу культивування, яку римська цивілізація застосовувала в регіонах під її пануванням. Фази вирубки лісу та рекультивації, у разі необхідності, супроводжувалися процесом розподілу ділянок землі на великі чотирикутники приблизно по 700 м з кожного боку, обмежені під'їзними дорогами, найчастіше паралельними великими дренажними канавами. Одним із найкраще збережених прикладів римської сітки в Європі є територія сучасного італійського міста Чезена. У деяких випадках ці ділянки, коли вони були сформовані, виділялися ветеранам римської армії в новій колонії, але вони також могли бути повернуті корінним жителям, як у Араузіоні. Вивчення центурації є дуже важливим для реконструкції історії ландшафту багатьох колишніх територій Римської імперії.

## Історія
Римляни почали використовувати центурацію для заснування нових колоній на північний схід від Риму, у IV столітті до нашої ери. Розвиток геометричних та робочих особливостей, які стали стандартом, відбувся із заснуванням римських колоній у Паданській рівнині, починаючи з Аріміна (сучасне місто Ріміні) у 268 році до н. е. Аграрний закон, запроваджений Тиберієм Гракхом у 133 р. до н. е., який включав приватизацію ager publicus (громадських полей), дав великий поштовх до поділу землі через центурацію.
Пізніше центуріація використовувалася для меліорації землі, заснування нових колоній і виділення землі ветеранам багатьох громадянських воєн пізньої республіки та ранньої імперії, включаючи битву при Філіппах у 42 році до н. е. Про це згадує Вергілій у своїх Буколіках, коли він прямо скаржиться на виділення його земель поблизу Мантуї воїнам, які брали участь у цій битві. Центурація широко використовувалася по всій Італії, а також у деяких провінціях. Наприклад, ретельний аналіз визначив на території між Римом і Салерно 80 різних систем центурації, створених у різний час.

## Система
У різні періоди використовувались різні схеми та різновиди систем поділу земель, проте найбільшого поширення набула система ager centuriatus.
Геодезист спочатку визначав центральну точку огляду, або umbilicus (буквально пуп). Він також мав вирішити орієнтацію доріжок, якщо у нього були причини не спрямовувати їх на північ, і якщо він мав причини не робити доріжки точно перпендикулярними. Дійсно, за замовчуванням північ був напрямом однієї з осей (від етруського розмежування). Після чого, геодезист прокреслював від центру дві перпендикулярні осі доріг за допомогою громи:
- перша, у напрямку схід-захід, називалась decumanus maximus, яка простежувалась за місцем сходу сонця, щоб точно знати, де знаходиться схід;
- друга, у напрямку північ-південь, називалась cardo maximus;

Після розмежування міста ці дві дороги були продовжені по всій навколишній сільськогосподарській території, проходячи через ворота, зроблені в стінах міста.
Потім, геодезист розташувався так, дивлячись на захід, і визначав територію такими назвами:
- ultra, те що він бачив попереду;
- citra, що було позаду;
- dextra, що він бачив праворуч від себе;
- sinistra, що він бачив ліворуч від себе;

## Центурація навколишньої території
Іноді umbilicus agri розташовувались в місті або каструмі. Цю центральну точку зазвичай називали groma, від назви інструменту, який використовували gromatici (землеміри). У таких випадках сітка простежувалася шляхом розширення міського cardo maximus і decumanus maximus через міські ворота на навколишні сільськогосподарські угіддя.
Тоді паралельні limites quintarii (другорядні дороги) були прокреслені по обидва боки від початкової осі з інтервалами в 100 актусів (приблизно 3,5 км). Таким чином територія була поділена на квадрати. Потім щільність дорожньої мережі була збільшена за допомогою інших доріг, паралельних тим, які вже простежені, на відстані одна від одної 20 актусів (710,40 м). Кожна площа квадрата — 20×20 actus — у результаті цього подальшого поділу, називалася centuria, або центурією.
Ця територія центурії з 200 югерів стала поширеною в період, коли значні території Паданської рівнині були розмежовані, тоді як менші центурії 10×10 актів, як свідчить назва центурії, використовувалися раніше. Сучасні римські джерела, а також сучасні археологічні результати свідчать про те, що центурії коливалися за розміром від 50 до 400 югерів, причому деякі підрозділи мали неквадратні ділянки.

## Регіони, де використовувалася центурація

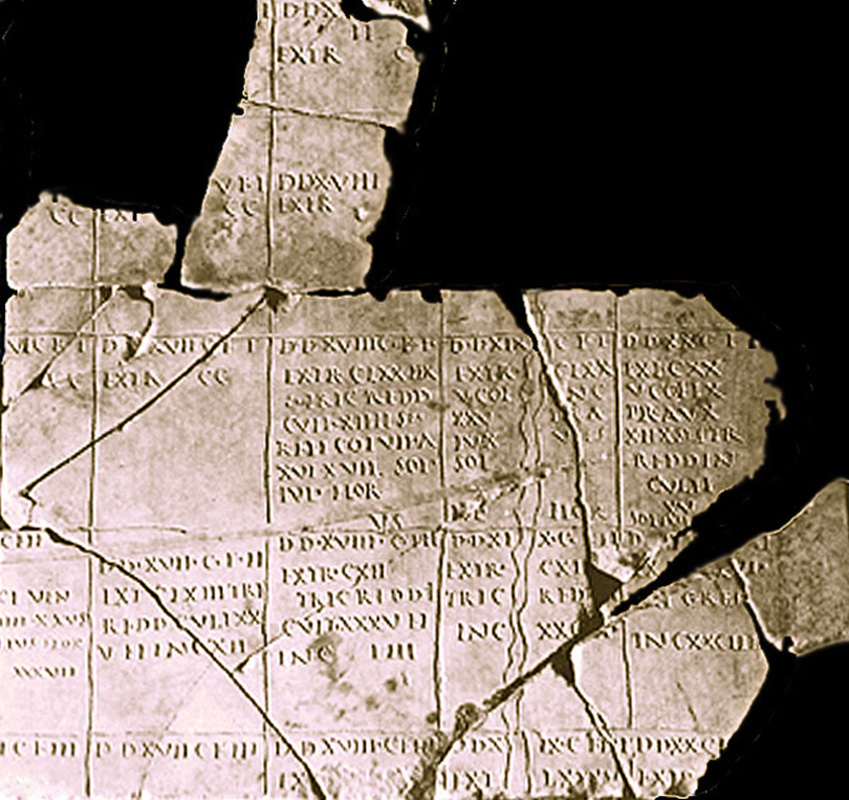
Кадастр Араузіона (сучасне місто Оранж)

Навіть сьогодні в деяких частинах Італії ландшафт рівнини визначається результатом римської центурації, зі збереженням прямих елементів (дороги, дренажні канали, поділ власності), які пережили територіальний розвиток і часто є основними елементами урбанізації, принаймні до XX століття, коли тиск через зростання міст та інфраструктуру знищив багато залишків, розкиданих по сільськогосподарському ландшафту. Навіть в Іспанії (Ампуріас, Жирона, Алс-Пратс-да-Рей і т. д.), Тунісі, деякі поодинокі випадки в південній Франції (Араузіон, Валанс та Безьє) і рідше в південній і центральній Великобританії.

## Дивитися також
- Давньоримська архітектура
- Римські дороги
- Кадастр